# Adel Abdullah
Adel Abdullah (arab عادل عبد الله; ur. 12 stycznia 1984 w Damaszku) – syryjski piłkarz, grający na pozycji pomocnika.

## Kariera klubowa
Adel Abdullah rozpoczął swoją zawodową karierę w 2004 roku w klubie Al-Jaish Damaszek. Z Al-Jaish zdobył Puchar AFC w 2004. W latach 2008–2010 był zawodnikiem klubu Al-Ittihad Aleppo. W 2010 był zawodnikiem chińskiego klubu Nanchang Hengyuan F.C. Od 2010 do 2013 roku był zawodnikiem klubu Al Karama. W sezonie 2013/2014 grał w omańskim Al-Nahda (mistrzostwo Omanu), a w sezonie 2014/2015 w Sur SC, także z Omanu. W latach 2015–2017 grał w Al Karama.

## Kariera reprezentacyjna
W reprezentacji Syrii Abdullah zadebiutował w 2008 roku. W 2008 roku uczestniczył w eliminacjach Mistrzostw Świata 2010. W 2011 został powołany na Puchar Azji. W reprezentacji rozegrał 26 spotkań.